# توکای زیتونی
توکای زیتونی (نام علمی: Turdus olivaceus) نام یک گونه از سرده توکای حقیقی است.